# Henri Etcheverry
Pour les articles homonymes, voir Etcheverry.
Henri Etcheverry est un chanteur lyrique français, baryton-basse, né à Bordeaux le 29 mars 1900 et mort à Paris (6ème) le 19 novembre 1960. Il est parfois appelé Henri-Bertrand Etcheverry.

## Biographie
D'origine modeste, il passe une partie de son enfance au Pays basque où il rencontre Francis Jammes qui l'initie à la poésie et à la littérature.
Il fait ses études chez les Frères maristes à Bordeaux et fait partie d'une manécanterie. C'est en partie ce qui déterminera sa vocation musicale. Il fut l'élève de Joseph Ermend Bonnal, compositeur et directeur de l'École nationale de musique de Bayonne, et fut soliste de la Schola Cantorum de Paris.
Après des débuts à l'Opéra de Bordeaux il entre dans la troupe de l'Opéra de Paris en septembre 1932 et y chantera jusqu'en 1958. Parallèlement, il est sollicité à l'étranger pour l'Opéra comme pour l'oratorio.
En 1947 il épouse Marie Antoinette Pietri, (nom de scène : Almona), chanteuse lyrique en troupe elle aussi à l'Opéra de Paris.
Il fut aussi tout au long de sa vie un pédagogue apprécié et forma bon nombre de chanteurs.

## Principaux rôles d'opéra
- Hunding puis Wotan dans La Walkyrie, Die Walküre de Richard Wagner
- Fasolt dans L'or du Rhin Das Rheingold de Richard Wagner
- Le Roi dans Hamlet d'Ambroise Thomas
- Saint Bris dans les Huguenots de Meyerbeer
- Don Fernando dans Fidelio de Beethoven
- Le Roi dans Aïda de Verdi
- Boris Godounov dans Boris Godounov de Moussorgsky
- Mephisto dans Faust de Gounod
- Sparafucile dans Rigoletto de Verdi
- Don Juan dans Don Giovanni de Mozart
- Eurymaque dans Pénélope de Fauré
- Frère Laurent dans Roméo et Juliette de Gounod
- Méphistophélès dans La Damnation de Faust de Berlioz
- Abimélech dans Samson et Dalila de Camille Saint-Saëns

Il a aussi participé à de grandes créations de son époque :
- La princesse lointaine de Witkovsky
- Ariane et Barbe-Bleue de Paul Dukas, rôle de Barbe Bleue
- Œdipe de Georges Enesco, rôle de Tirésias
- Ginevra de Marcel Delannoy

Il s'est particulièrement illustré dans le rôle de Golaud dans Pelléas et Mélisande de Claude Debussy qu'il a chanté de très nombreuses fois à l'Opéra de Paris et en tournée en France et à l'étranger. Il est le Golaud de l'enregistrement dit de référence dirigé par Roger Désormière en 1941 en compagnie d'Irène Joachim et de Jacques Jansen.

## Discographie
- Pelléas et Mélisande de Debussy, rôle de Golaud, sous la direction de Roger Désormière, enregistré en avril-mai 1941 à Paris pour Pathé-Marconi avec Irène Joachim, Jacques Jansen, Germaine Cernay, Paul Cabanel, Leïla Ben Sedira.

Paru en microsillon 78 tours, réédité en 33 tours puis en C D. Dernière édition 2006 chez EMI.
- Extraits de Ginevra de Marcel Delannoy : collection Roger Désormière vol 4. Dante/LYS 322 (rec. in 1943) (p. in 1998)

Avec Martha Angelici, Irène Joachim, Eliette Schenneberg, Henri Etcheverry, Paul Derenne, Camille Maurane, Orchestre de l'Opéra Comique dirigé par Roger Desormière.
- Le Roi des aulnes de Franz Schubert enregistré en français en 1933 à trois voix avec Georges Thill et Claude Pascal enfant, chez EMI : l'enfant (Claude Pascal),  le père (Henri Etcheverry),  le Roi des Aulnes et récitant (Georges Thill).